# Tuzi
Tuzi su gradić i centar novoformirane općine Тuzi.

## Stanovništvo
Po popisu iz 2003., u naselju je zivjelo 3789 stanovnika, sljedećeg nacionalnog sastava [nedostaje izvor]:
- Albanci - 2.251 (59,41%)
- Bošnjaci - 584 (15,41%)
- Muslimani - 466 (12,30%)
- Crnogorci - 293 (7,73%)
- Romi - 62 (1,64%)
- Srbi - 22 (0,58%)
- Hrvati - 4 (0,11%)
- Makedonci - 1 (0,03%)
- Ostali - 10 (0,26%)
- nedeklarirani/nedefinirano - 65 (1,72%)
- regionalno opredijeljeni - 4 (0,11%)
- nepoznato - 27 (0,71%)
- ukupno - 3.789

## Šport
- FK Dečić Tuzi

## Vanjske poveznice
- maplandia.com: Tuzi